# Élections législatives de 1967 dans l'Ain
Les élections législatives françaises de 1967 se déroulent les 5 et 12 mars 1967.  Dans le département de l'Ain, trois députés sont à élire dans le cadre de trois circonscriptions.

## Élus
| Circonscription | Député sortant   | Parti | Parti | Député élu ou réélu   | Parti | Parti |
| --------------- | ---------------- | ----- | ----- | --------------------- | ----- | ----- |
| 1re             | Paul Barberot    |       | MRP   | Paul Barberot         |       | CD    |
| 2e              | Marcel Anthonioz |       | RI    | Marcel Anthonioz      |       | RI    |
| 3e              | Émile Dubuis     |       | MRP   | Guy de La Verpillière |       | RI    |

## Résultats

### Résultats à l'échelle du département
| Parti          | Parti                                           | Premier tour | Premier tour | Second tour | Second tour | Sièges |
| Parti          | Parti                                           | Voix         | %            | Voix        | %           | Sièges |
| -------------- | ----------------------------------------------- | ------------ | ------------ | ----------- | ----------- | ------ |
|                | Républicains indépendants                       | 43 458       | 28,77        | 20 247      | 19,76       | 2      |
|                | Union des démocrates pour la Ve République      | 10 509       | 6,96         | Retrait     | Retrait     | 0      |
|                | Modérés                                         | 5 036        | 3,33         |             |             | 0      |
|                | Union des républicains de progrès               | 59 003       | 39,06        | 20 247      | 19,76       | 2      |
|                |                                                 |              |              |             |             |        |
|                | Section française de l'Internationale ouvrière  | 12 348       | 8,18         | 21 892      | 21,36       | 0      |
|                | Parti radical                                   | 10 352       | 6,85         |             |             | 0      |
|                | Convention des institutions républicaines       | 10 140       | 6,71         | 19 592      | 19,12       | 0      |
|                | Fédération de la gauche démocrate et socialiste | 32 840       | 21,74        | 41 484      | 40,48       | 0      |
|                |                                                 |              |              |             |             |        |
|                | Progrès et démocratie moderne                   | 33 792       | 22,37        | 40 751      | 39,76       | 1      |
|                | Parti communiste français                       | 25 404       | 16,82        | Retrait     | Retrait     | 0      |
|                |                                                 |              |              |             |             |        |
| Inscrits       | Inscrits                                        | 206 919      | 100,00       | 138 398     | 100,00      | 3      |
| Abstentions    | Abstentions                                     | 52 700       | 25,47        | 33 981      | 24,55       |        |
| Votants        | Votants                                         | 154 219      | 74,53        | 104 417     | 75,45       |        |
| Blancs et nuls | Blancs et nuls                                  | 3 180        | 2,06         | 1 935       | 1,85        |        |
| Exprimés       | Exprimés                                        | 151 039      | 97,94        | 102 482     | 98,15       |        |

### Résultats par circonscription

#### Première circonscription (Bourg-en-Bresse)
| Candidat       | Candidat                    | Parti          | Premier tour | Premier tour | Second tour | Second tour |  |
| Candidat       | Candidat                    | Parti          | Voix         | %            | Voix        | %           |  |
| -------------- | --------------------------- | -------------- | ------------ | ------------ | ----------- | ----------- |  |
|                | Paul Barberot sortant réélu | CD (PDM)       | 17 892       | 36,64        | 27 449      | 55,63       |  |
|                | Louis Robin                 | FGDS (SFIO)    | 12 348       | 25,29        | 21 892      | 44,37       |  |
|                | Jacques Boyon               | UD-Ve          | 10 509       | 21,52        | Retrait     | Retrait     |  |
|                | Marcel Benoit               | PCF            | 6 607        | 13,53        |             |             |  |
|                | Pierre Bailly               | Modérés        | 1 471        | 3,01         |             |             |  |
|                |                             |                |              |              |             |             |  |
| Inscrits       | Inscrits                    | Inscrits       | 69 203       | 100,00       | 69 182      | 100,00      |  |
| Abstentions    | Abstentions                 | Abstentions    | 19 539       | 28,23        | 18 496      | 26,74       |  |
| Votants        | Votants                     | Votants        | 49 664       | 71,77        | 50 686      | 73,26       |  |
| Blancs et nuls | Blancs et nuls              | Blancs et nuls | 837          | 1,69         | 1 345       | 2,65        |  |
| Exprimés       | Exprimés                    | Exprimés       | 48 827       | 98,31        | 49 341      | 97,35       |  |

#### Deuxième circonscription  (Gex - Nantua)
|                | Marcel Anthonioz sortant réélu | RI             | 27 551 | 53,57  |  |  |  |
|                | Marcel Monnier                 | PCF            | 11 105 | 21,59  |  |  |  |
|                | Louis Chanel                   | FGDS (Radical) | 10 352 | 20,13  |  |  |  |
|                | Pierre-Charles Boccadoro       | Modérés        | 2 421  | 4,71   |  |  |  |
|                |                                |                |        |        |  |  |  |
| Inscrits       | Inscrits                       | Inscrits       | 68 488 | 100,00 |  |  |  |
| Abstentions    | Abstentions                    | Abstentions    | 15 922 | 23,25  |  |  |  |
| Votants        | Votants                        | Votants        | 52 566 | 76,75  |  |  |  |
| Blancs et nuls | Blancs et nuls                 | Blancs et nuls | 1 137  | 2,16   |  |  |  |
| Exprimés       | Exprimés                       | Exprimés       | 51 429 | 97,84  |  |  |  |

#### Troisième circonscription (Ambérieu-en-Bugey)
| Candidat       | Candidat                  | Parti          | Premier tour | Premier tour | Second tour | Second tour |  |
| Candidat       | Candidat                  | Parti          | Voix         | %            | Voix        | %           |  |
| -------------- | ------------------------- | -------------- | ------------ | ------------ | ----------- | ----------- |  |
|                | Guy de La Verpillière élu | RI             | 15 907       | 31,32        | 20 247      | 38,1        |  |
|                | Émile Dubuis sortant      | CD (PDM)       | 15 900       | 31,31        | 13 302      | 25,03       |  |
|                | Régis Berlioz             | FGDS (CIR)     | 10 140       | 19,97        | 19 592      | 36,87       |  |
|                | René Cantenys             | PCF            | 7 692        | 15,15        | Retrait     | Retrait     |  |
|                | Jean-Jacques Chardon      | Modérés        | 1 144        | 2,25         |             |             |  |
|                |                           |                |              |              |             |             |  |
| Inscrits       | Inscrits                  | Inscrits       | 69 228       | 100,00       | 69 216      | 100,00      |  |
| Abstentions    | Abstentions               | Abstentions    | 17 239       | 24,9         | 15 485      | 22,37       |  |
| Votants        | Votants                   | Votants        | 51 989       | 75,1         | 53 731      | 77,63       |  |
| Blancs et nuls | Blancs et nuls            | Blancs et nuls | 1 206        | 2,32         | 590         | 1,1         |  |
| Exprimés       | Exprimés                  | Exprimés       | 50 783       | 97,68        | 53 141      | 98,9        |  |